# Kaspar Sjöberg
Kaspar Sjöberg, född 16 maj 1987, är en svensk fotbollsdomare. Han är förbundsdomare sedan 2008 med meriter från Allsvenskan samt varit FIFA-domare sedan 2019.. 2021 dömde han finalen i Svenska cupen.
Sjöberg har tidigare även varit domare i Elitserien i handboll. Han är bosatt i Malmö.